# Claës König
Claës Henrik Magnus König (Stoccolma, 15 gennaio 1885 – Helsingborg, 25 novembre 1961) è stato un cavaliere svedese, vincitore di due medaglie nell'equitazione ai Giochi olimpici estivi.

## Biografia
Oltre alla medaglie d'oro a squadre nel salto ostacoli, conquistò anche un argento, sempre a squadre, in un'altra specialità, il concorso completo.

## Palmarès
| Anno | Manifestazione  | Sede    | Evento             | Risultato |
| ---- | --------------- | ------- | ------------------ | --------- |
| 1920 | Giochi olimpici | Anversa | Salto a squadre    | Oro       |
| 1924 | Giochi olimpici | Parigi  | Completo a squadre | Argento   |